# グラント・ウッド
グラント・デヴォルソン・ウッド（Grant DeVolson Wood、1891年2月13日 - 1942年2月12日）は、アメリカ合衆国の画家である。リージョナリズムの代表的な人物であり、アメリカ中西部の田舎を描いた絵画で知られる。代表作は1930年の『アメリカン・ゴシック』で、20世紀初頭のアメリカ美術の象徴的な作品となっている。

## 若年期

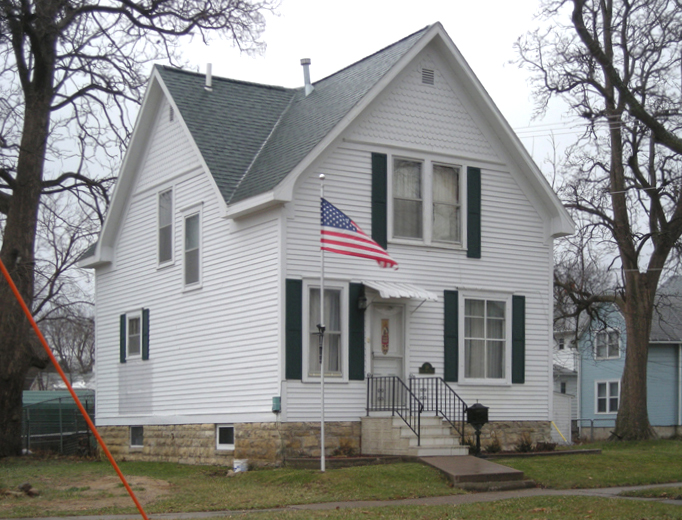
アイオワ州シーダーラピッズにあるウッドが若年期に住んでいた家。アイオワ州における危機史跡の一つとなっている。

ウッドはアイオワ州の田舎であるジョーンズ郡アナモサの東約6キロメートルのところにある農場主の家に1891年2月13日に生まれた。1901年に父が亡くなり、母は一家でシーダーラピッズに移った。その後間もなく、ウッドは地元の金属製品工場で見習いとして働き始めた。地元のワシントン高校を卒業後、1910年にミネソタ州ミネアポリスの工芸学校であるハンドクラフト・ギルドに入った。
1913年、ウッドはシカゴ美術館附属美術大学の夜間クラスに入学し、銀細工職人になった。第一次世界大戦の終戦間際にウッドはアメリカ陸軍に入隊し、軍用車両の迷彩などのデザインの仕事をした。

## キャリア
退役後は故郷のシーダーラピッズに戻り、1919年から1925年まで公立学校で中学生に美術を教えた。これにより安定した収入を得、また、教師には長期休暇があるため、たびたびヨーロッパへ旅行した。1922年から1928年までの間にウッドはヨーロッパへ4回渡航し、そこで様々な絵画スタイル、特に印象派やポスト印象派を学んだ。1923年から1924年にかけては1年間休職して2回目の渡欧を行い、パリの美術学校アカデミー・ジュリアンで学んだ。1926年の夏に3回目の渡欧をした際には、パリの画廊で個展を開くが成功しなかった。その後、15世紀のフランドル派の画家ヤン・ファン・エイクの作品の影響を受け、その技法を取り入れた。1927年に、シーダーラピッズの退役軍人記念館のステンドグラスの制作を依頼され、この仕事のために1928年にドイツ・ミュンヘンを訪れたのが4回目かつ最後の渡欧となった。この際に美術館のアルテ・ピナコテークをしばしば訪れ、ゴシック様式やルネッサンス初期の絵画を学んだ。
1932年、世界恐慌で苦しむ芸術家たちを支援するために、ウッドはシーダーラピッズの近くに芸術家村「ストーン・シティ・アート・コロニー」を設立する支援を行った。ウッドはリージョナリズムを強く支持し、リージョナリズムに関する講演を全米で行った。それによりウッドは「古典的なアメリカ人」として見られるようになり、かつてパリでボヘミアン的な生活をしていたということは隠されるようになった。
1933年、ウッドはニューディール政策の公共芸術プロジェクト(PWAP)のディレクターに任命され、アイオワシティに拠点を置き、アイオワ州エイムズのアイオワ州立大学の壁画作成に携わりつつ、アイオワ大学と連携しながらアーティストや美学生を支援した。1934年にPWAPが終了すると、ウッドは3年の任期でアイオワ大学の美術の助教授に就任した。任期終了後も1941年まで同大学の美術学部で絵画を教えていた。

## 作品

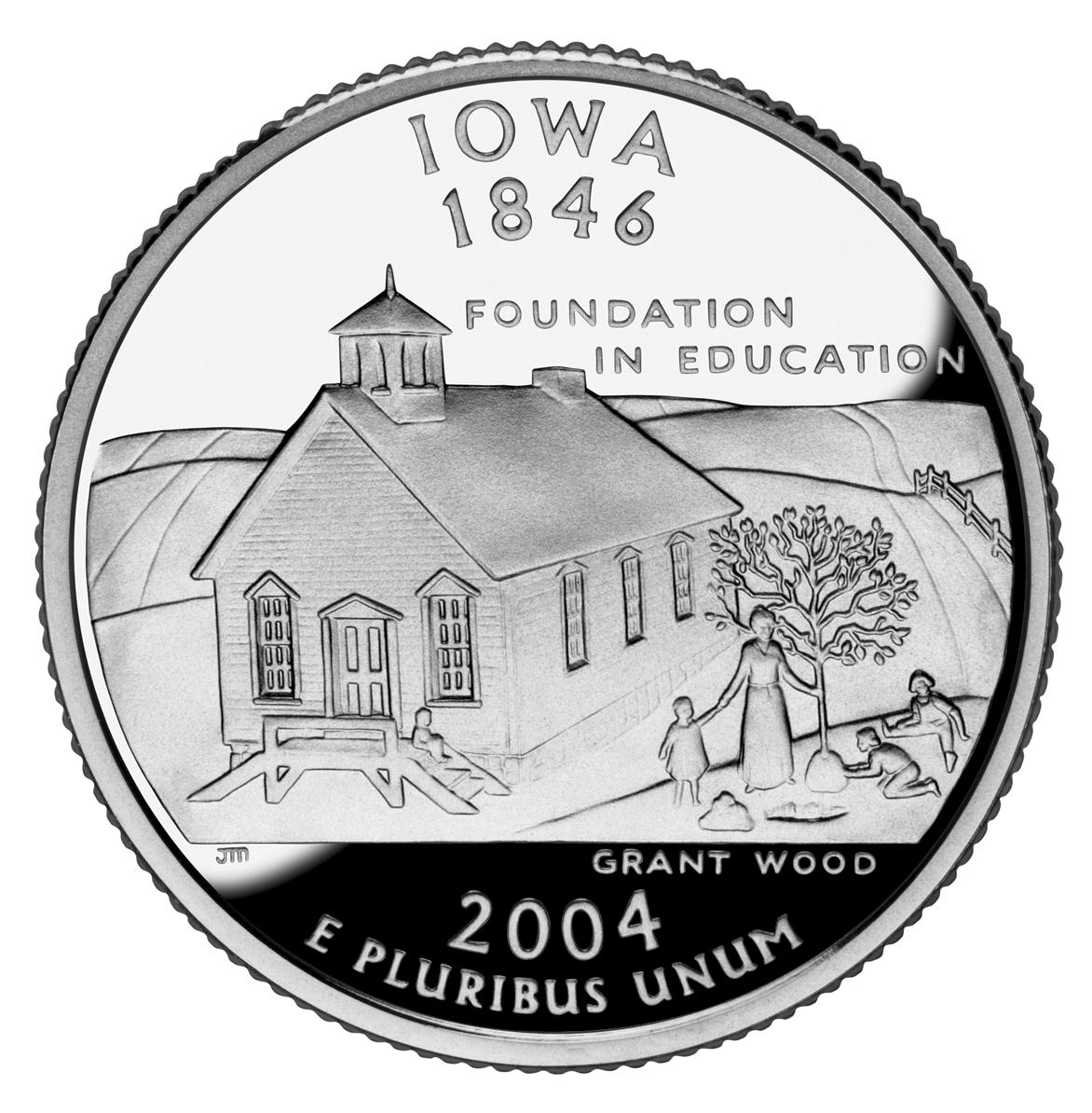
2004年にアイオワ州が発行した50州25セント硬貨。図柄はウッドの絵画"Arbor Day"の一部。

ウッドは若い頃から亡くなるまで、精力的に絵を描き続け、リトグラフ、インク、木炭、陶器、金属、木材、レディメイドなど様々な素材を使って制作していた。生涯を通じて、アイオワ州の多くの企業のために絵を描き、それにより安定した収入を得ていた。

### リージョナリズム
ウッドはアメリカにおけるリージョナリズムの代表的な画家である。リージョナリズムとは、主にアメリカ中西部で発生した、ヨーロッパの抽象絵画を攻撃的に拒絶し、アメリカの農村を題材とした具象絵画を推進する運動である。
ウッドはリージョナリズムの中心人物であり、他の中心人物であるジョン・スチュアート・カリーとトーマス・ハート・ベントンは、ウッドの勧めと支援により、1930年代にそれぞれウィスコンシン州とミズーリ州の大学で教職に就く機会を得たことで中西部に戻ってきた。ベントン、カリーやその他のリアリズム派の芸術家たちとともに、ウッドの作品は長年にわたり、ニューヨークのギャラリー「アソシエイテッド・アメリカン・アーティスト」を通じて販売されていた。
ウッドはシーダーラピッズの後援者とみなされており、2004年にアイオワ州が発行した50州25セント硬貨には、ウッドが幼少期に通った学校をモデルとしたウッドの絵画"Arbor Day"の一部が描かれている。

### 『アメリカン・ゴシック』

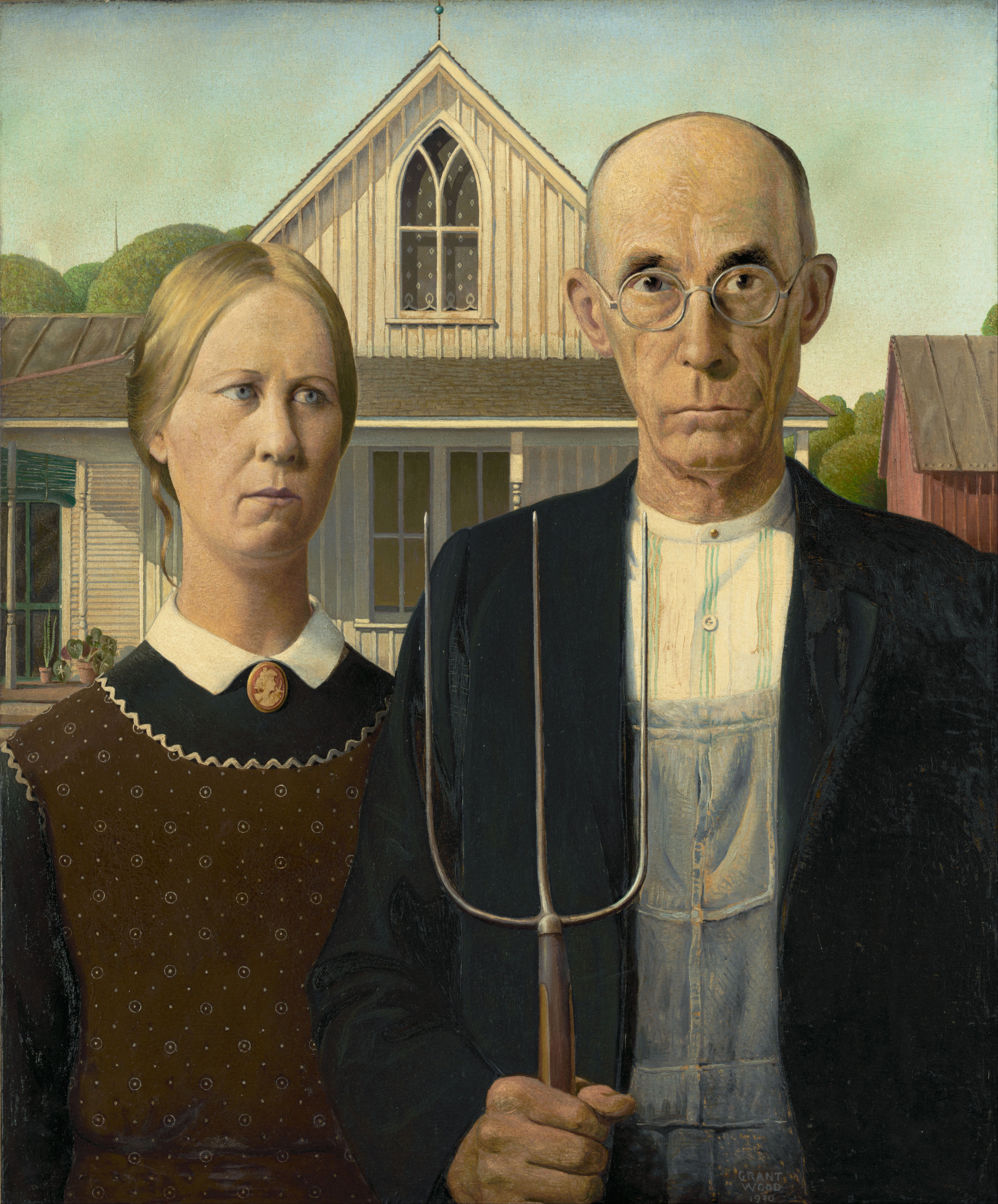
『アメリカン・ゴシック』（1930年、シカゴ美術館所蔵）

ウッドの作品の中で最も知られているのは、1930年に描かれた『アメリカン・ゴシック』である。この作品は、アメリカ美術における有名な絵画の中の一つであり、レオナルド・ダ・ヴィンチの『モナ・リザ』やエドヴァルド・ムンクの『叫び』に並ぶほどの広く認知された文化的な象徴となった数少ない作品である。
ウッドはこの作品を1930年にシカゴ美術館の展覧会に出品し、シカゴ美術館に購入されて現在も同美術館に所蔵されている。ウッドはこの展覧会で300ドルの賞金を獲得し、全米でニュース記事に取り上げられたことで一躍有名になった。それ以来、この作品は広告や漫画、写真などで盛んにパロディ化されてきた。
ガートルード・スタインやクリストファー・モーリーなどの、この作品に好意的だった美術批評家たちは、この作品はアメリカの田舎の小さな町での抑圧感や視野の狭さを風刺したものだと考えていた。当時、シャーウッド・アンダーソンの小説『ワインズバーグ・オハイオ』（1919年）、シンクレア・ルイスの『本町通り』（1920年）、カール・ヴァン・ヴェクテンの『刺青のある伯爵夫人』（1924年）などのように、アメリカの田舎を批判的に描く傾向が強まる流れがあり、この作品もその一部として理解された。しかし、ウッド自身はその解釈を否定した。この作品が描かれてからすぐに世界恐慌が深刻化すると、この作品は西部開拓時代の揺るぎない開拓者精神を描いたものだとみなされるようになった。
ウッドはアイオワ州エルドンで「ディブル邸」と呼ばれるカーペンター・ゴシック様式の小さな白い家を見つけ、この家を描きたいと考えた。そして、「その家にはこんな人たちが住んでいるはずだ」とウッドが想像した人々と一緒に描くことにした。モデルとなったのは、ウッドの妹のナンと、ウッド家のかかりつけ歯科医である。描かれた2人はよく夫婦であるとみなされるが、ウッドは親子のつもりだと主張している。
この作品の構図の厳格さと詳細な技法は、ウッドがヨーロッパを訪れたときに見た北方ルネサンスの絵画に由来するものである。この作品以降、ウッドはアメリカ中西部の独自の遺産をさらに意識するようになり、それが作品にも反映された。これはリージョナリズムの重要なイメージである。
1940年、ユージン・オニールの戯曲を映画化した『果てなき航路』の撮影中、ウッドを含む8人の当時アメリカで著名あったアーティストに、この映画をモチーフとした作品の制作が依頼され、ウッドは『センチメンタル・バラード』を描いた。

## 私生活
ウッドは同性愛者だった。ウッド自身はそれを公表していなかったが、批評家のジャネット・マスリンによれば、ウッドの友人たちは彼が同性愛者であることを知っていたという。アイオワ大学助教授時代、同僚のレスター・ロングマンは、道徳的な理由とリージョナリズムをウッドが擁護していたという理由から、ウッドを解任させようとしたが失敗に終わった。大学当局はロングマンの訴えを退けており、健康上の問題がなければウッドは教授として大学に復帰していたはずだった。
ウッドは1935年にサラ・シャーマン・マクソンと結婚したが、これは社会的体裁を保つための偽装結婚と見られ、ウッドの友人たちは、この結婚は彼にとっての過ちだと考えていた。サラとは、3年後の1938年に離婚した。

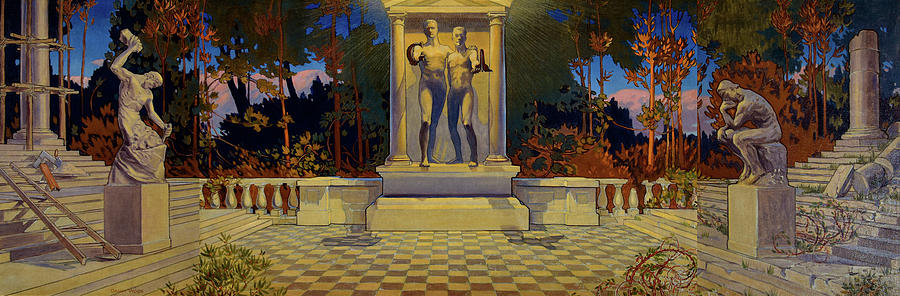
『フリーメイソンの最初の3階級』（1921年）

ウッドはフリーメイソンであり、1921年から1924年までシーダーラピッズのマウント・ハーモン・ロッジの263番目の会員だった。第3階級の儀式を受けた後、1921年に『フリーメイソンの最初の3階級』(The First Three Degrees of Freemasonry)を描いた。しかし、1924年3月に会費を支払わなかったため会員資格を停止され、それ以降フリーメイソンと関わることはなかった。
ウッドは1942年2月12日、51歳の誕生日の前日に、アイオワシティの大学病院で膵癌により死去した。遺体は、出生地であるアナモサのリバーサイド墓地に埋葬された。

## 遺産

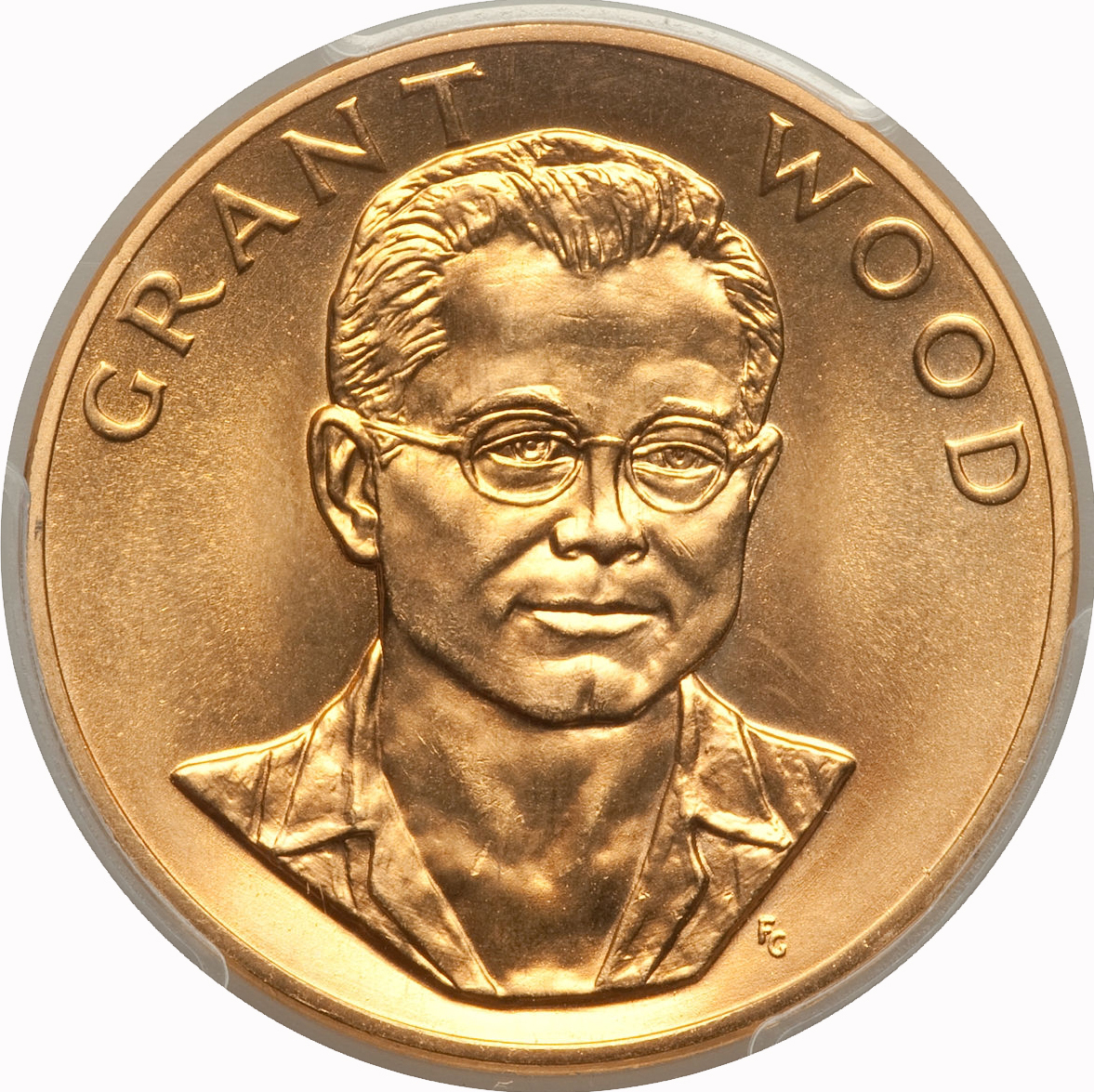
グラント・ウッドの肖像が刻まれた1980年発行のアメリカ芸術記念メダル

ウッドの死後、その遺産は妹のナン・ウッド・グラハム（『アメリカン・ゴシック』に描かれた女性）が相続した。ナンが1990年に亡くなると、ウッドの作品や私物を含むナンの遺産は、アイオワ州ダベンポートのフィッジ美術館の所有となった。
第二次世界大戦中に建造されたリバティ船の中の一隻に「グラント・ウッド」があった。
1975年、ジム・ヘイズがアイオワシティのコート・ストリート1142番地にあるウッドが住んでいた家（オークス＝ウッド・ハウス）を購入した。この家は、1978年にアメリカ合衆国国家歴史登録財に登録された。ヘイズはこの家に隣接した土地も購入し、ウッドが生前に設立しようとしたストーン・シティのような芸術家村をモデルにした「グラント・ウッド・アート・コロニー」を設立した。

## ギャラリー

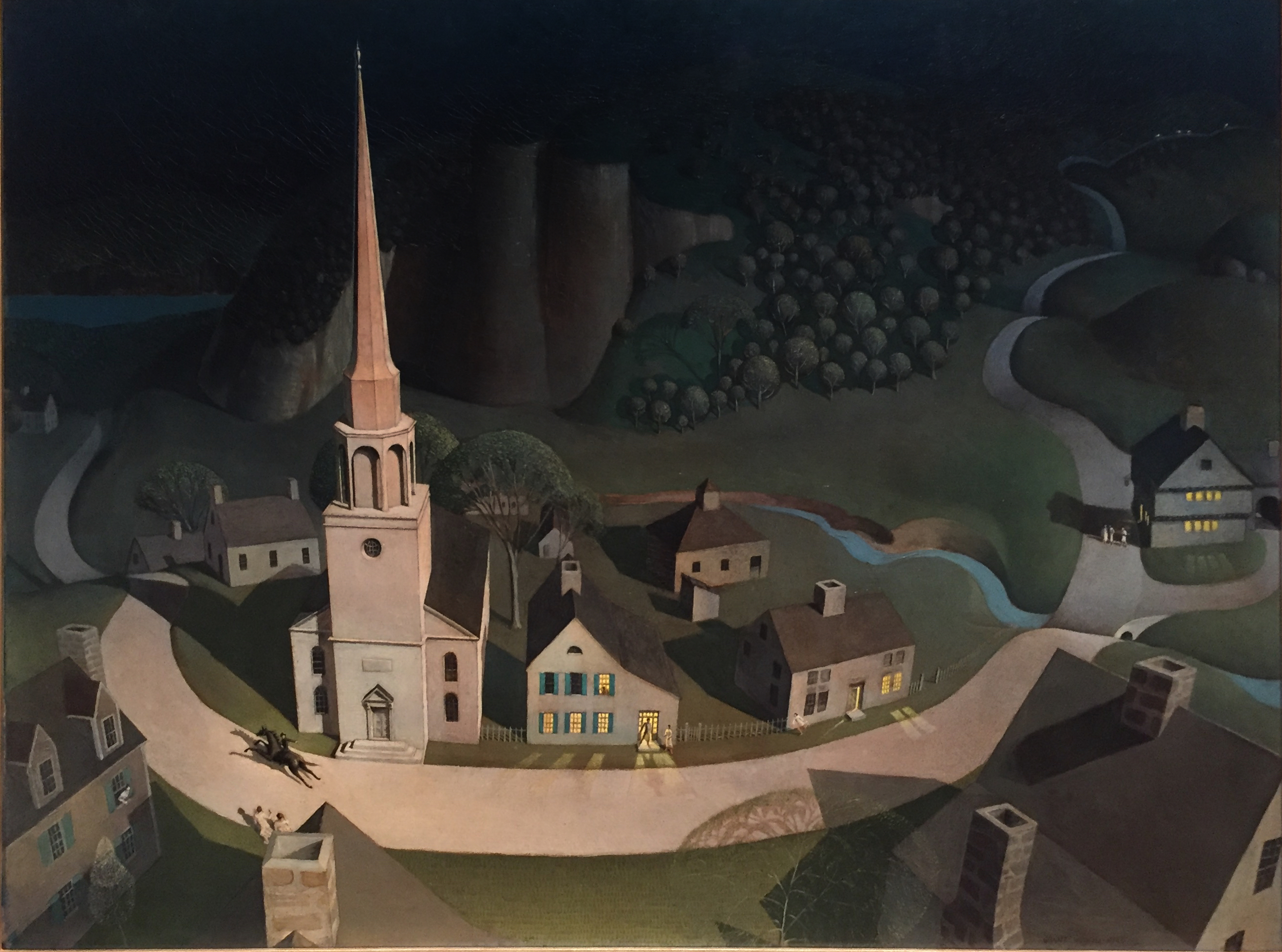
『ポール・リビアの真夜中の騎行（英語版）』 The Midnight Ride of Paul Revere 1931年、メトロポリタン美術館所蔵
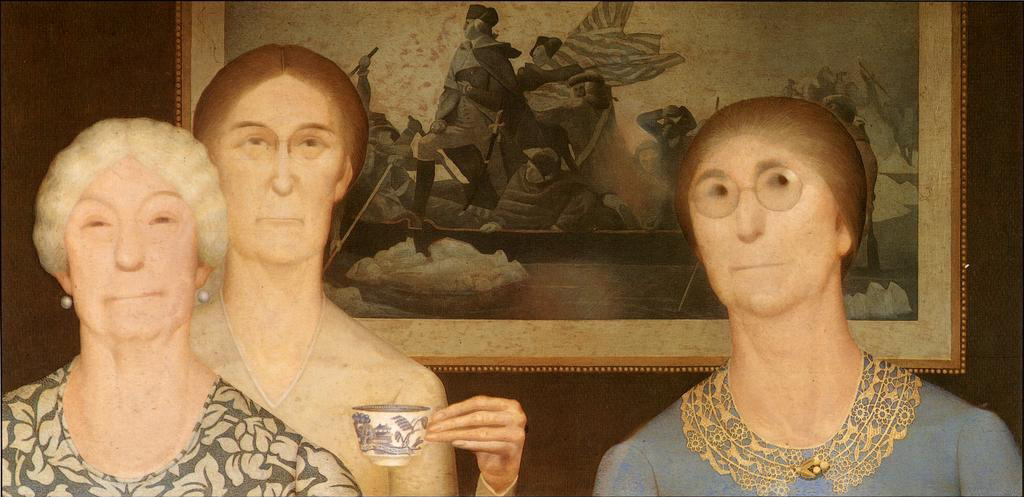
『革命の娘たち』 Daughters of Revolution 1932年、シンシナティ美術館所蔵
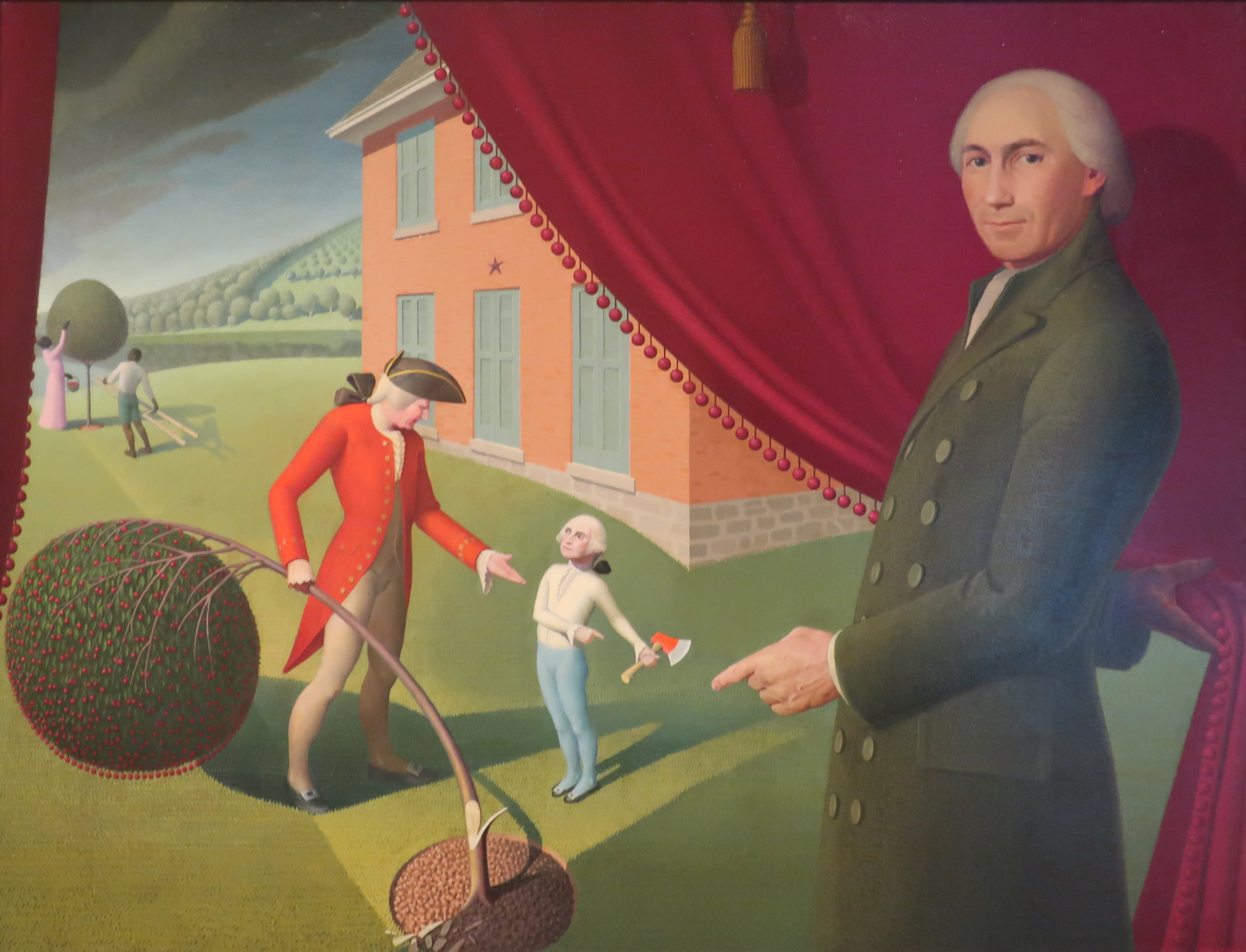
『ウィームズ牧師の寓話』 Parson Weems' Fable 1939年、エーモン・カーター美術館所蔵
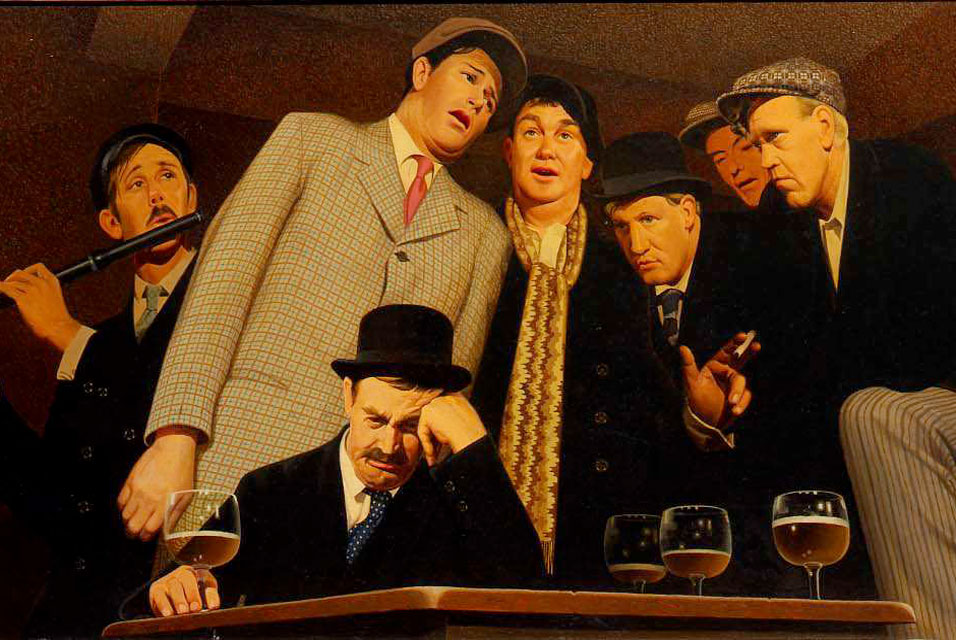
『センチメンタル・バラード（英語版）』 Sentimental Ballad 1940年、ニューブリテン美術館（英語版）所蔵
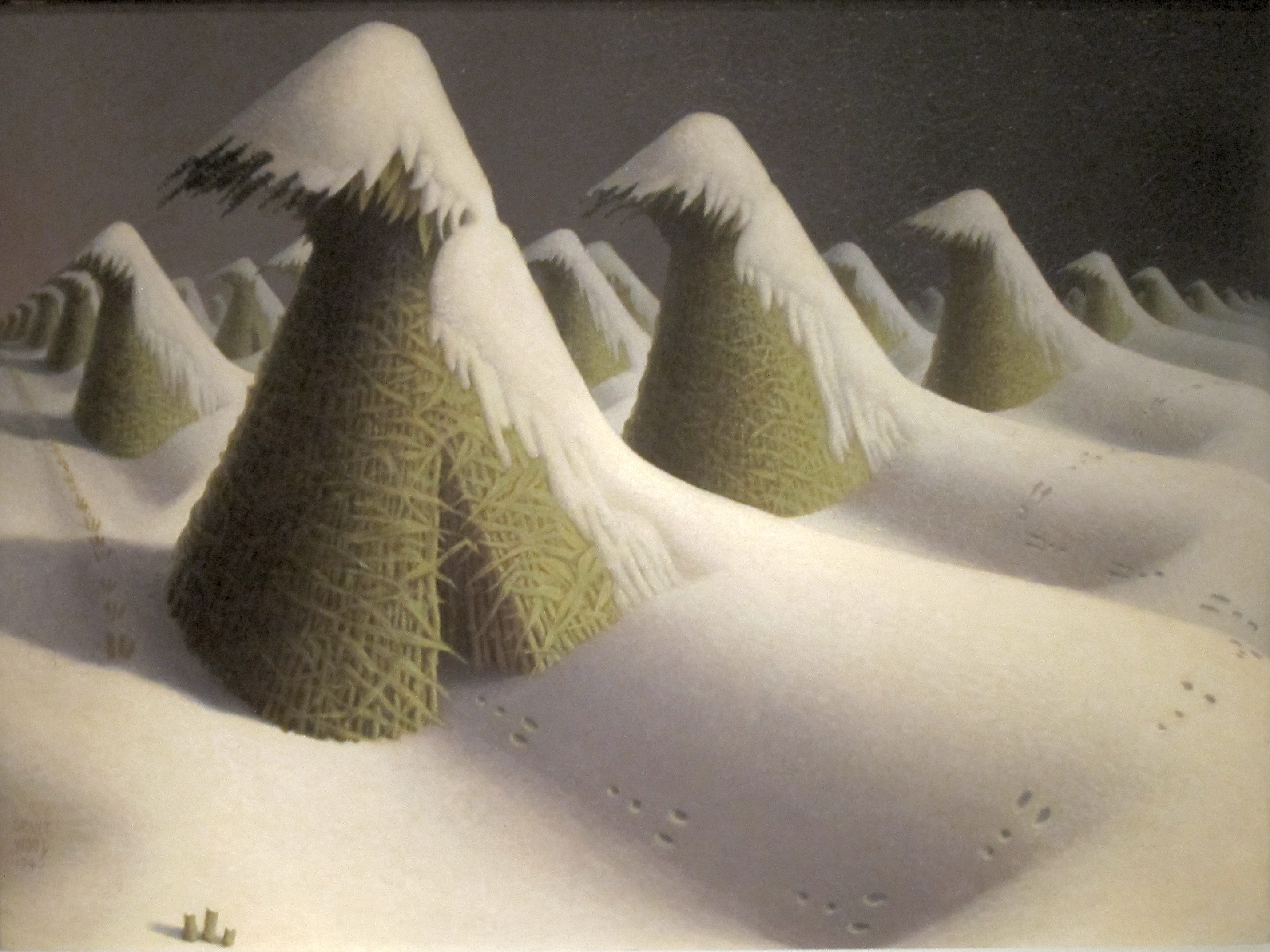
『1月』 January 1940–41年、クリーブランド美術館所蔵

## 作品一覧

### 絵画
- Spotted Man (1924)

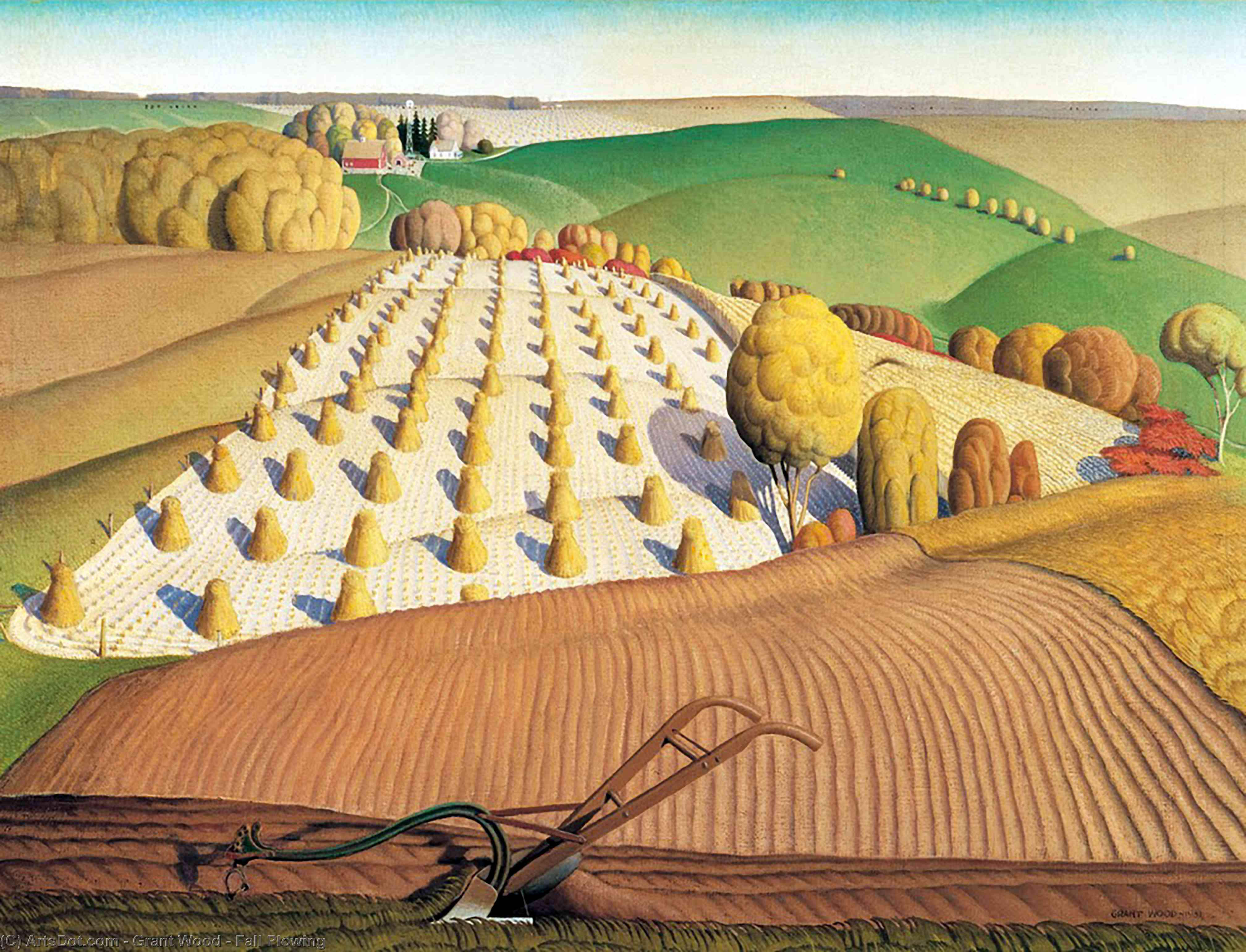
Fall Plowing, Grant Wood

- Fall Plowing, Grant Wood[24]The Little Chapel Chancelade (1926)
- Woman with Plants (1929)
- アメリカン・ゴシック American Gothic (1930)
- アーノルドの成人 Arnold Comes of Age (1930)
- Stone City, Iowa (1930)
- Appraisal (1931)
- Young Corn (1931)
- Fall Plowing (1931)
- The Birthplace of Herbert Hoover, West Branch, Iowa (1931)
- ポール・リビアの真夜中の騎行（英語版） The Midnight Ride of Paul Revere (1931)
- Plaid Sweater (1931)
- Self-Portrait (1932)
- Arbor Day (1932)
- Boy Milking Cow (1932)
- 革命の娘たち Daughters of Revolution (1932)
- Portrait of Nan (1933)
- Near Sundown (1933)
- Dinner for Threshers (1934)
- Return from Bohemia (1935)
- Death on Ridge Road (1935)
- Spring Turning (1936)
- The Good Influence (1936)
- Seedtime and Harvest (1937)
- Sultry Night (1937)
- Haying (1939)
- New Road (1939)
- Parson Weems' Fable (1939)
- January (1940)
- Iowa Cornfield (1941)
- Spring in the Country (1941)

### 著書
- Wood, Grant. "Art in the Daily Life of the Child." Rural America, March 1940, 7–9.
- Revolt against the City. Iowa City: Clio Press, 1935.

## 情報源
- Corn, Wanda M. Grant Wood: The Regionalist Vision. New Haven: Minneapolis Institute of Arts and Yale University Press, 1983.
- Crowe, David. "Illustration as Interpretation: Grant Wood's 'New Deal' Reading of Sinclair Lewis's Main Street." In Sinclair Lewis at 100: Papers Presented at a Centennial Conference, edited by Michael Connaughton, 95–111. St. Cloud, MN: St. Cloud State University, 1985.
- Czestochowski, Joseph S. John Steuart Curry and Grant Wood: A Portrait of Rural America. Columbia: University of Missouri Press and Cedar Rapids Art Association, 1981.
- DeLong, Lea Rosson. Grant Wood's Main Street: Art, Literature and the American Midwest. Ames: Exhibition catalog from the Brunnier Art Museum at Iowa State University, 2004.
- When Tillage Begins, Other Arts Follow: Grant Wood and Christian Petersen Murals. Ames: Exhibition catalog from the Brunnier Art Museum at Iowa State University, 2006.
- Dennis, James M. Grant Wood: A Study in American Art and Culture. New York: Viking Press, 1975.
- Renegade Regionalists: The Modern Independence of Grant Wood, Thomas Hart Benton, and John Steuart Curry. Madison: University of Wisconsin Press, 1998.
- Evans, R. Tripp. Grant Wood [A Life]. New York: Alfred A. Knopf, 2010 OCLC 503041934.
- Graham, Nan Wood, John Zug, and Julie Jensen McDonald. My Brother, Grant Wood. Iowa City: State Historical Society of Iowa, 1993.
- Green, Edwin B. A Grant Wood Sampler, January Issue of the Palimpsest. Iowa City: State Historical Society of Iowa, 1972.
- Haven, Janet. "Going Back to Iowa: The World of Grant Wood", MA project in conjunction with the Museum for American Studies of the American Studies Program at the University of Virginia, 1998; includes list of paintings and gallery.
- Hoving, Thomas. American Gothic: The Biography of Grant Wood's American Masterpiece. New York: Chamberlain Brothers, 2005.
- Milosch, Jane C., ed. Grant Wood’s Studio: Birthplace of American Gothic. Cedar Rapids and New York: Cedar Rapids Museum of Art and Prestel, 2005.
- Seery, John E. "Grant Wood's Political Gothic." Theory & Event 2, no. 1 (1998).
- Taylor, Sue. "Grant Wood's Family Album." American Art 19, no. 2 (2005): 48–67.